# 린디 부스
린디 부스(Lindy Booth, 1979년 4월 2일 ~ )는 캐나다의 배우이다.

## 출연 작품

### 영화
- 스트레인지 저스티스 (1999, Strange Justice)
- 락 시티 (1999)
- Teenage Space Vampires (1999)
- 센츄리 호텔 (2001, Century Hotel)
- 스컬스 2 (2002, The Skulls II)
- 아메리칸 싸이코 2 (2002)
- 발리우드 헐리우드 (2002)
- A Christmas Visitor (2002)
- 데드 캠프 (2003)
- 헐리우드 북쪽 (2003, Hollywood North)
- 새벽의 저주 (2004)
- 크라이 울프 (2005)
- Lucid (2005)
- 최후의 카테고리 7 (2005)
- Christmas in Boston (2005)
- 노벨 선 (2007, Nobel Son)
- 할리우드 폭로전 (2008)
- Dark Honeymoon (2008)
- Behind the Wall (2008)
- 킥 애스 2: 겁 없는 녀석들 (2013)

### 텔레비전
- Relic Hunter (1999-2001)
- 스타는 괴로워 (1999-2001)
- 주디 갈란드 (2001, Life with Judy Garland: Me and My Shadows)
- 오딧세이 5 (2002-03, Odyssey 5)
- The 4400 (2005)
- CSI: 뉴욕 (2006)
- 고스트 위스퍼러 (2006)
- 옥토버 로드 (2007-08)
- 콜드 케이스 (2008)
- 웨어하우스 13 (2009)
- NCIS (2009)
- 페어리 리갈 (2012)
- 수퍼내추럴 (2013)
- The Librarians (2014-18)
- 스텀프타운 (2019)
- 그레이 아나토미 (2020)
- 플래시 (2021)
- 스타 트렉: 스트레인지 뉴 월드 (2022)